# Josef Šusta
Dottor Josef Šusta (Třeboň, 19 febbraio 1874 – Praga, 27 maggio 1945) è stato uno storico, scrittore e politico ceco, nato nell'allora Impero austro-ungarico. Insieme allo storico Josef Pekař, fu uno dei principali allievi della cosiddetta Scuola di Goll. Eccelleva nella sua conoscenza della storia mondiale ed economica, nonché della storia dell'arte, e le sue aree di interesse includevano l'Alto Medioevo ceco, la Riforma e la storia politica europea moderna. Durante la seconda guerra mondiale fu presidente dell'Accademia ceca delle scienze e delle arti, ma dopo la guerra fu accusato di collaborazionismo per aver accettato questo ruolo. Pose fine alla sua vita suicidandosi..

## Biografia
Laureato in filosofia, fu professore all'università di Praga nel 1905 e ha anche ricoperto incarichi governativi quale Ministro della Pubblica Istruzione cecoslovacca nel 1920.
Dopo gli studi (1883-1899) a České Budějovice (fu al ginnasio compagno di classe di Emil Hácha), a Praga (allievo di Jaroslav Goll) e a Vienna (Istituto di Storia Austriaca), proseguì gli studi in Italia (Istituto Storico Austriaco di Roma, Archivio Vaticano).
Fu compagno generazionale di Josef Pekař, professore di storia generale all'Università Carlo (1910), preside della Facoltà di Lettere (1916), presidente dell'Accademia ceca delle scienze e delle arti (1939-1945), abilitato con la tesi "Pio IV prima del pontificato e all'inizio del pontificato".
Le sue attività furono di fondamentale importanza per collocare la storia cecoslovacca nel contesto dello sviluppo mondiale e nel campo della storia economica e sociale. Criticò František Palacký per la sua concezione filosofico-storica della storia ceca (evidenziò, ad esempio, l'aspetto positivo della colonizzazione tedesca della Boemia nello sviluppo del territorio attraverso la fondazione di città e l'afflusso di capitali finanziari).
Di Šusta ci si ricorda per i quattro volumi pubblicati tra il 1903 e il 1914 della serie Die römische Kurie und das Koncil von Trient ("La curia romana e il concilio di Trento") e per i suoi studi sulla storia sia contemporanea del suo tempo sia moderna europea, oltre che per le ricerche sulla storia cecoslovacca: tra il 1917 e il 1919 pubblicò Dvě knihy českých dějin ("Due libri di storia ceca"), I: Poslední Přemyslovci a jejich dědictví 1300-1308 ("I: Gli ultimi Přemyslidi e la loro eredità 1300-1308") e II: Počátky Lucemburské 1308-1320 ("II: Le origini del Lussemburgo 1308-1320").
Fu insignito (10 luglio 1934) del Commandeur de l'Ordre National de la Légion d'honneur (Commandeur de l'Ordre National de la Légion d'honneur).
Collaborò con Lumír, Lidové noviny, Venkov, ecc. Ebbe un rapporto critico con la Chiesa Cattolica Romana: la lasciò dopo essere tornato da un soggiorno di studio in Italia e in Vaticano. Dal 1936 fu il caporedattore dei sei volumi History of Mankind from Prehistory to the Present, pubblicati dalla casa editrice Melantrich (sei volumi furono pubblicati entro il 1942). 
Dal 1920 al 1921 fu ministro dell'Istruzione (MŠANO) nel governo provvisorio di Jan Černý.
Era un membro dei Fridays, amico di T. G. Masaryk, Edvard Beneš, Karel Čapek e di Max Dvořák.
Dopo la fine della seconda guerra mondiale, fu accusato di collaborazionismo (gli occupanti lo costrinsero ad aderire alla "Lega contro il bolscevismo", tra le altre cose). Il 27 maggio 1945 lasciò Hanspaulka con il tram diretto n. 11 per la strada più vicina al fiume Moldava e si suicidò gettandosi nel fiume Moldava dal ponte Hlávka. Negli anni '50 fu sepolto nel cimitero di Šárka vicino alla chiesa di San Matteo.